# Carlos Batinga
Carlos Alberto Batinga Chaves (Monteiro/PB, 31 de maio de 1951) é um político brasileiro.
Tem formação em Engenharia Civil pela Universidade Federal da Paraíba. Com especialização em Planejamento de Transportes pela Universidade Federal de Pernambuco, é um dos mais renomados profissionais da área, tendo trabalhado em João Pessoa, Salvador e Natal.
Vindo de uma família sem passado político, Batinga buscou ser prefeito de Monteiro, cidade localizada no Cariri paraibano, pois desde jovem tinha o desejo de melhorar sua terra natal. 
Foi prefeito do município de Monteiro durante dois mandatos: de 1997 a 2000 e de 2001 a 2004. Nas suas duas gestões transformou o município em um grande produtor de leite caprino, sendo Monteiro a maior bacia leiteira dessa espécie.
Logo após, foi superintendente do Sebrae/PB (2005 e 2006), de onde saiu para concorrer a uma vaga na Assembleia Legislativa da Paraíba, sendo eleito deputado estadual e assumindo sua cadeira na Casa Epitácio Pessoa, em 2007, pelo Partido Socialista Brasileiro (PSB), partido pelo qual já não faz militância. Também filiou-se ao Partido Social Cristão (PSC), com mandato de deputado estadual até janeiro de 2015. 
Carlos Batinga também foi superintendente de Mobilidade Urbana da Prefeitura de João Pessoa (2015 a 2018). 
Filiado ao Partido Trabalhista Brasileiro (PTB), tentou disputar mais uma vez vaga na Assembleia Legislativa da Paraíba nas Eleições Gerais 2018, mas teve sua candidatura indeferida pelo Tribunal Superior Eleitoral. 